# Karl Heinz Mannchen
Karl Heinz Mannchen (* 1923 in Berlin; † 23. Juni 1996 in Madrid) war ein deutscher Filmproduzent und Drehbuchautor, der auch gelegentlich in kleinen Gastauftritten in seinen Filmen zu sehen war.

## Leben
Wegen seiner jüdischen Abstammung flüchtete er während der deutschen NS-Herrschaft in noch jugendlichem Alter nach Spanien, wo er sich den Partisanen anschloss. Nach dem Krieg war er ab Ende der 1950er Jahre zunächst für verschiedene spanische Filmproduktionsfirmen als Produktionsassistent tätig. Mitte der 1960er arbeitete er für die Hesperia Films, wo er auf Jess Franco traf. Von da an war er eine Zeit lang eine Art Haus- und Hofproduzent von Jess Franco und vermittelte diesem u. a. die deutschen (Co-)Produktionen mit Adrian Hovens Aquila Film und Artur Brauner. Ein großer Erfolg war auch die deutsche Weihnachtsserie Timm Thaler von 1979.
Er war mit der Produzentin Maite (Mayte) Mannchen (geboren als Maria Teresa Kardel) verheiratet.

## Filmografie (Auswahl)
- 1958: Die Sklavenkarawane (Prod. Asst.)
- 1965: Der Schatz der Azteken (Prod. Asst.)
- 1965: Die Pyramide des Sonnengottes (Prod. Asst.)
- 1965: Wer kennt Johnny R.? (Prod.)
- 1966: Residencia para espías -Regie: Jess Franco (Prod.)
- 1966: Necronomicon – Geträumte Sünden (Prod./Darst.)
- 1966: Lucky M. füllt alle Särge (Prod.)
- 1967: Der Sarg bleibt heute zu (Prod.)
- 1967: Rote Lippen – Sadisterotica (Prod./Autor/Darst.)
- 1967: Küss mich, Monster (Bésame monstruo) (Prod./Autor)
- 1968: La Celestina -Regie: César F. Ardavín (Prod.)
- 1969: Deine Zärtlichkeiten (Prod.)
- 1969: Les cauchemars naissent la nuit -Regie: Jess Franco (Prod.)
- 1970: Sex Charade -Regie: Jess Franco (Prod.)
- 1970: Eugénie de Sade -Regie: Jess Franco (Prod./Darst.)
- 1970: Vampyros Lesbos – Erbin des Dracula (Prod.)
- 1970: Sie tötete in Ekstase (Prod./Darst.)
- 1970: Der Teufel kam aus Akasava (Prod./Darst.)
- 1970: X 312 – Flug zur Hölle (Prod.)
- 1971: Dr. M schlägt zu (Prod.)
- 1971: Der Todesrächer von Soho (Prod./Darst.)
- 1971: Robinson und seine wilden Sklavinnen -Regie: Jess Franco (Prod./Darst.)
- 1971: Eine Jungfrau in den Krallen von Zombies (Christina, princesse de l'érotisme) -Regie: Jess Franco (Prod.)
- 1971: Jungfrauenreport -Regie: Jess Franco (Prod.)
- 1972: Die Nacht der offenen Särge (Dracula contra Frankenstein)
- 1976: Die Standarte (Prod.)
- 1978: Zwei tolle Käfer räumen auf (Prod.)
- 1979: Kesse Teens und irre Typen -Regie: Walter Boos (Prod.)
- 1979: Timm Thaler (TV-Serie) (Prod.)
- 1980: Geburt der Hexe -Regie: Wilfried Minks (Prod.)
- 1980: Jungfrau unter Kannibalen (El caníbal) (Prod.)
- 1983: Victim… ein Opfer nimmt Rache (USA, violación y venganza) -Regie: José Luis Merino (Prod.)
- 1985: In Angst gefangen (Atrapados en el miedo) -Regie: Carlos Aured (Prod.)